# Isolationisme
Isolationisme er en udenrigspolitik, der går ud på, at et land isolerer sig ved ikke at blande sig i andres sager samtidig med at landet fører protektionistisk politik.
Historiske eksempler på isolationisme kan være Japan under Tokugawa og Irland i store dele af det 20. århundrede.

## USA som eksempel
I USA var Monroe-doktrinen det historiske udgangspunkt for en isolationistisk udenrigspolitik. Da amerikanerne under Woodrow Wilson gik ind i første verdenskrig, blev det begrundet i, at amerikanske interesser konkret var truet; men det kan tillige ses som et tegn på, at Wilson principielt var internationalistisk indstillet. Først med Trumandoktrinen blev internationalismen officiel amerikansk udenrigspolitik. 
Isolationismen havde dog stadig betydning for den udenrigspolitiske debat i det republikanske parti i begyndelsen af den kolde krig, og blev især repræsenteret af de førende antikommunister i partiet, Robert Taft og Joseph McCarthy. Isolationismen blev i 1960’erne forfægtet af den nye venstrefløj, bl.a. som en følge af Vietnamkrigen. 
I det republikanske parti fik isolationismen efter Sovjetunionens sammenbrud igen en vis praktisk betydning. Dens fortalere blev anført af Pat Buchanan, der forsøgte at blive partiets præsidentkandidat i både 1992 og 1996. Efter store nederlag ved primærvalgene forlod Buchanan partiet før præsidentvalget i 2000 og som bevægelse er isolationismen uden indflydelse på den aktuelle amerikanske udenrigspolitik. 